# Star Valley (Arizona)
Star Valley és una població dels Estats Units a l'estat d'Arizona. Segons el cens del 2007 tenia 1.974 habitants.

## Demografia
Segons el cens del 2000, Sun Valley tenia 1.536 habitants, 677 habitatges, i 421 famílies La densitat de població era de 93,4 habitants/km².
Dels 677 habitatges en un 24,4% hi vivien nens de menys de 18 anys, en un 51,1% hi vivien parelles casades, en un 7,7% dones solteres, i en un 37,8% no eren unitats familiars. En el 32,1% dels habitatges hi vivien persones soles el 15,1% de les quals corresponia a persones de 65 anys o més que vivien soles. El nombre mitjà de persones vivint en cada habitatge era de 2,27 i el nombre mitjà de persones que vivien en cada família era de 2,86.
Per edats la població es repartia de la següent manera: un 22,9% tenia menys de 18 anys, un 6% entre 18 i 24, un 21,9% entre 25 i 44, un 28,1% de 45 a 60 i un 21,2% 65 anys o més.
L'edat mediana era de 44 anys. Per cada 100 dones de 18 o més anys hi havia 95,2 homes.
La renda mediana per habitatge era de 27.375 $ i la renda mediana per família de 32.045 $. Els homes tenien una renda mediana de 30.966 $ mentre que les dones 20.729 $. La renda per capita de la població era de 19.414 $. Aproximadament el 4,7% de les famílies i el 9,7% de la població estaven per davall del llindar de pobresa.

## Poblacions properes
El següent diagrama mostra les poblacions més properes.